# Christen-Socialisten van Slovenië
De Christen-Socialisten van Slovenië (Sloveens: Krščanski socialisti Slovenije) is een Sloveense buiten-parlementaire politieke partij. De oprichting van de christen-socialisten vond plaats op 10 september 2007. De formatie had voor de parlementsverkiezingen in 2011 een samenwerkingsakkoord met de Jongerenpartij van Slovenië;  bij de verkiezingen in 2008 was zij nog verbonden met de sociaaldemocraten. Voorzitter is Andrej Magajna, die van 2004 tot 2011 parlementslid was.

## Ideologische achtergrond
De partij beroept zich uitdrukkelijk op het gedachtegoed van de politicus en priester Janez Evangelist Krek (1865-1917), die de initiator was van de coöperatieve leenbanken en voorman van de katholieke Sloveense Volkspartij. In de tijd van Krek werden de termen sociaal en socialistisch nog door elkaar gebruikt - formeel kwam daaraan pas een einde in 1931 met de encycliek Quadragesimo Anno. Het ontstaan van een christen-socialistische beweging vond plaats in de jaren 1930, toen de katholieke volkspartij zich splitste in een klerikale, anti-communistische meerderheidsfactie (Lambert Ehrlich, Anton Mahnič, Ciril Žebot), een daaraan tegengesteld marxistisch geïnspireerd christen-socialistisch (Edvard Kocbek, Angelik Tominec) en een christen-sociale factie in het politieke midden (Engelbert Besednjak, Andrej Gosar, Virgil Šček).

## Programma
De Sloveense christen-socialisten laten zich inspireren door Janez Evangelist Krek en protagonisten van het voor-oorlogse christelijke midden (Andrej Gosar) en links (Evard Kocbek). Zij interpreteren hun programma als een synthese tussen socialistisch en ideeëngoed en christelijk gedachtegoed, waarbij dit laatste vooral als een ethisch wereldbeeld wordt beschouwd. De partij staat volledig achter de partizanenstrijd tijdens de Tweede Wereldoorlog. In kerkelijk opzicht verwijst de partij graag naar bisschop Vekoslav Grmič. 

## Achterban
Leden zijn afkomstig uit de Sloveense christen-sociale unie en vanuit de kring rondom Revija 2000, een tijdschrift dat sinds de jaren 1970 forum was voor onder meer christen-sociale en christen-socialistische auteurs.